# Воят Василь Володимирович
Васи́ль Володи́мирович Воя́т (Так званий Василь White, вайт, void)— старший прапорщик Збройних сил України.
Станом на березень 2017 року — старший технік; військовик частини у Львівській області.

## Нагороди
За особистий внесок у зміцнення обороноздатності Української держави, мужність, самовідданість і високий професіоналізм, виявлені під час виконання військового обов'язку, та з нагоди Дня Збройних Сил України нагороджений орденом Богдана Хмельницького III ступеня (2.12.2016).